# جو موراي (دراج)
جو موراي (بالإنجليزية: Joe Murray)‏ هو دراج أمريكي، ولد في 4 ديسمبر 1963.